# Reinhard Marx
Reinhard Marx (Geseke, 1953. szeptember 21. –) a katolikus egyház német bíborosa, München és Freising érseke. 2014 és 2020 között a Német Püspöki Konferencia elnöke. XVI. Benedek pápa 2010. november 20-ai konzisztóriumon kreálta bíborossá. Kinevezése után ő lett a bíborosi kollégium legfiatalabb tagja, a 2003-ban kinevezett Erdő Péter esztergom-budapesti érseket váltva. 2013-as megalakulása óta tagja a Bíborosi Tanácsnak.

## Élete
Az észak-rajna-vesztfáliai Geseke városában született 1953. szeptember 21-én. 1979. június 2-án szentelte pappá Johannes Joachim Degenhardt, a Paderborni főegyházmegye érseke. 1989-ben teológiai doktorátust szerzett. 1996. július 23-án II. János Pál pápa Paderborn segédpüspökévé és Petina címzetes püspökévé nevezte ki. Püspökké szentelésére a következő év szeptember 21-én került sor, amelyet Degenhardt érsek végzett el.
2001. december 20-án nevezték ki a Trieri egyházmegye püspökévé az egy éve visszavonult Hermann Josef Spital helyére. Marx igen konzervatív nézeteket vall az egyházi fegyelemről. XVI. Benedek pápa 2007. november 30-án nevezte ki a München-Freisingi főegyházmegye érsekévé, amely pozíciót ő is betöltötte 1977 és 1981 között. A kinevezésről már korábban is terjengtek pletykák, ám Marx ezekre úgy reagált, hogy „a pápa nevezi ki a püspököket, nem a sajtó”. Beiktatására 2008. február 2-án került sor a müncheni Miasszonyunk-templomban.
2010. november 20-án nevezte ki a pápa bíborossá, ezzel ő lett a bíborosi kollégium legfiatalabb tagja. 2010 óta a Tanulmányi Intézetek Katolikus Nevelésügyi Kongregációja és az Igazságosság és Béke Pápai Tanácsa, 2012 óta pedig a Keleti Egyházak Kongregációja tagja. 2013 szeptemberétől a Ferenc pápa által életre hívott nyolctagú Bíborosi Tanács tagja, mely a pápa legszűkebb tanácsadó testülete. A Pápai Gazdasági Titkárság koordinátora.
2012-ben az Európai Unió intézményeiben megfigyelőként működő szervezet, az Európai Közösség Püspöki Konferenciáinak Bizottsága (ComECE) elnökévé választotta. Két évvel később a Német Püspöki Konferencia is elnökké választotta. A münsteri választáson az ötödik körben, a szavazatok egyszerű többségével választották elnöknek Marxot, aki Robert Zollitsch freiburgi érseket váltotta. Mandátuma hat évre szólt, 2020-ban már a gyűlés előtt kijelentette, hogy nem vállal újabb ciklust.
A főegyházmegyében 1945 óta elkövetett szexuális visszaélések kivizsgálásával a főegyházmegye megbízta a Westpfahl Spilker Wastl (WSW) ügyvédi irodát. A 2022 januárjában nyilvánosságra hozott jelentés Marxot két esetbeni konkrét helytelen eljárással vádolja, valamint a jelentés szerint a bejelentések nagy számához képest „viszonylag csekély számban” állapítható csak meg, hogy közvetlenül foglalkozott volna a visszaélésekkel.

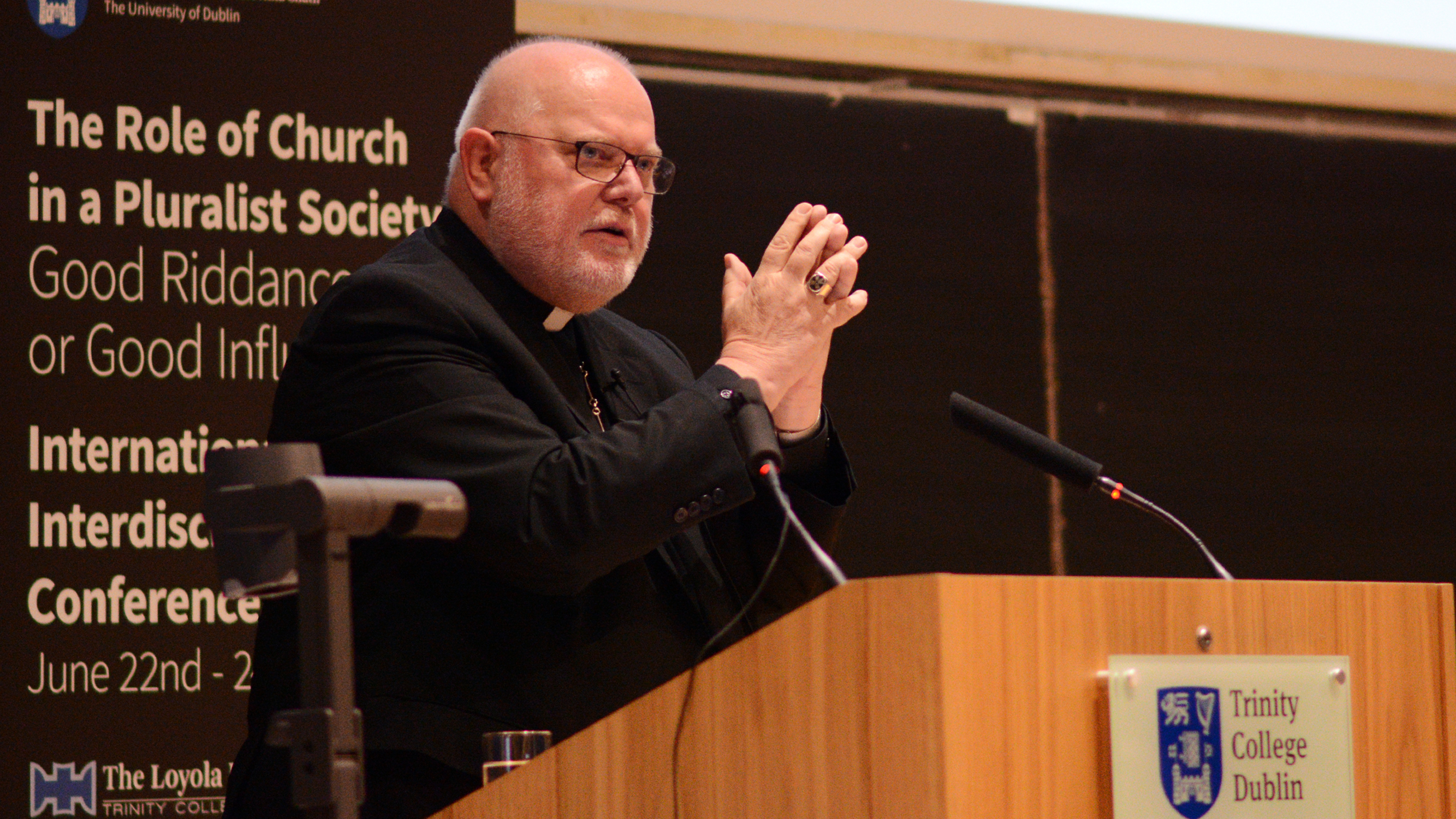
Marx bíboros egy dublini konferencián 2016-ban

## Nézetei
Marx a német püspöki kar liberális tagjainak vezető személyisége, többször is szót emelt a hagyományos katolikus tanítás újragondolása érdekében. A 2019-ben kezdődő németországi ún. szinódusi út egyik elindítója. Első között engedélyezte egyházmegyéjében az elváltak és újraházasodottak, valamint a protestáns házastársak szentáldozását.
Marx a homoszexualitással kapcsolatban egy 2011-es interjúban kijelentette, hogy „az egyház nem mindig a megfelelő hangot ütötte meg”, azonban ő személyesen szívesen imádkozik homoszexuális párokért. A 2014-es családügyi püspöki szinóduson a házasság fogalmának újragondolása mellett érvelt, a polgári jogi melegházasság bevezetését azonban nem támogatta.
Marx kezdettől fogva kiállt a bevándorlás támogatása és a politikai és gazdasági menekültek befogadása mellett. 2018-ban élesen kritizálta a konzervatív bajor kormánypártot, a Keresztényszociális Uniót (CSU): „egy párt, mely felvette a nevébe a C betűt, a keresztény társadalmi tanítás szellemében kötelezettségekkel bír, különösen a szegények és elesettek irányába”. Egyúttal kijelentette, hogy „nacionalistának is és katolikusnak is lenni, az nem lehetséges”.

## Művei
2008. októberben megjelent A tőke – Védőbeszéd az emberért (Das Kapital: Ein Plädoyer für den Menschen) című könyve, amely Karl Marx német filozófus A tőke c. átfogó tanulmányát veszi kritikai górcső alá keresztényi megközelítésben. Magyar nyelven a Szent István Társulat adta ki 2009-ben Marx Gyula fordításában.

### Magyarul
- A tőke. Védőbeszéd az emberért; ford. Marx Gyula; Szt. István Társulat, Bp., 2009

## Díjai
- Geseke díszpolgára (2008)
- Vallendari Főiskola díszdoktora (2009)
- Stephanus-díj (2011)
- Bajor Alkotmányérem arany fokozata (2011)
- Bajor Érdemrend (2014)
- Bajor Katolikus Akadémia Ökumenikus Díja (2017)
- Párizsi Katolikus Egyetem díszdoktora (2019)